# Hans Preiskeit
Hans Preiskeit (Breslau, 26 de setembre de 1920 - Rosenheim, 26 de juny de 1972) fou un ciclista alemany, professional des del 1946 fins al 1956. Va combinar tant el ciclisme en pista com en ruta.

## Palmarès en ruta
- 1941
  - 1r a la Volta a Colònia amateur
- 1947
  - 1r a la Rund um Berlin
- 1948
  - 1r a la Berlín–Cottbus–Berlín
- 1954
  - Vencedor d'una etapa a la Volta als Països Baixos
- 1955
  -  Campió d'Alemanya en ruta
  - Vencedor d'una etapa a la Volta a Alemanya
  - 1r a la Volta a Colònia
  - 1r a Krefeld

## Palmarès en pista
- 1939
  -  Campió d'Alemanya amateur de Persecució per equips
- 1940
  -  Campió d'Alemanya amateur de Persecució per equips
- 1941
  -  Campió d'Alemanya amateur de Persecució per equips
- 1947
  -  Campió d'Alemanya de Madison (amb Rudi Mirke)
- 1953
  - 1r als Sis dies de Hannover (amb Oscar Plattner)
- 1954
  -  Campió d'Alemanya de Madison (amb Ludwig Hörmann)
  - 1r als Sis dies de Múnic (amb Ludwig Hörmann)
  - 1r als Sis dies de Münster (amb Ludwig Hörmann)